# چم شالان
چم شالان، روستایی از توابع بخش کلات شهرستان آبدانان در استان ایلام ایران است.

## جمعیت
این روستا در دهستان مورمورئ قرار دارد و براساس سرشماری مرکز آمار ایران در سال ۱۳۸۵، جمعیت آن ۷۱ نفر (۹خانوار) بوده‌است.      
مردم این روستا از ایل سگوند میباشند و به زبان لری تکلم دارند . 